# Balanus eburneus
Balanus eburneus är en kräftdjursart som beskrevs av Gould 1841. Balanus eburneus ingår i släktet Balanus och familjen havstulpaner. Inga underarter finns listade i Catalogue of Life.

## Bildgalleri

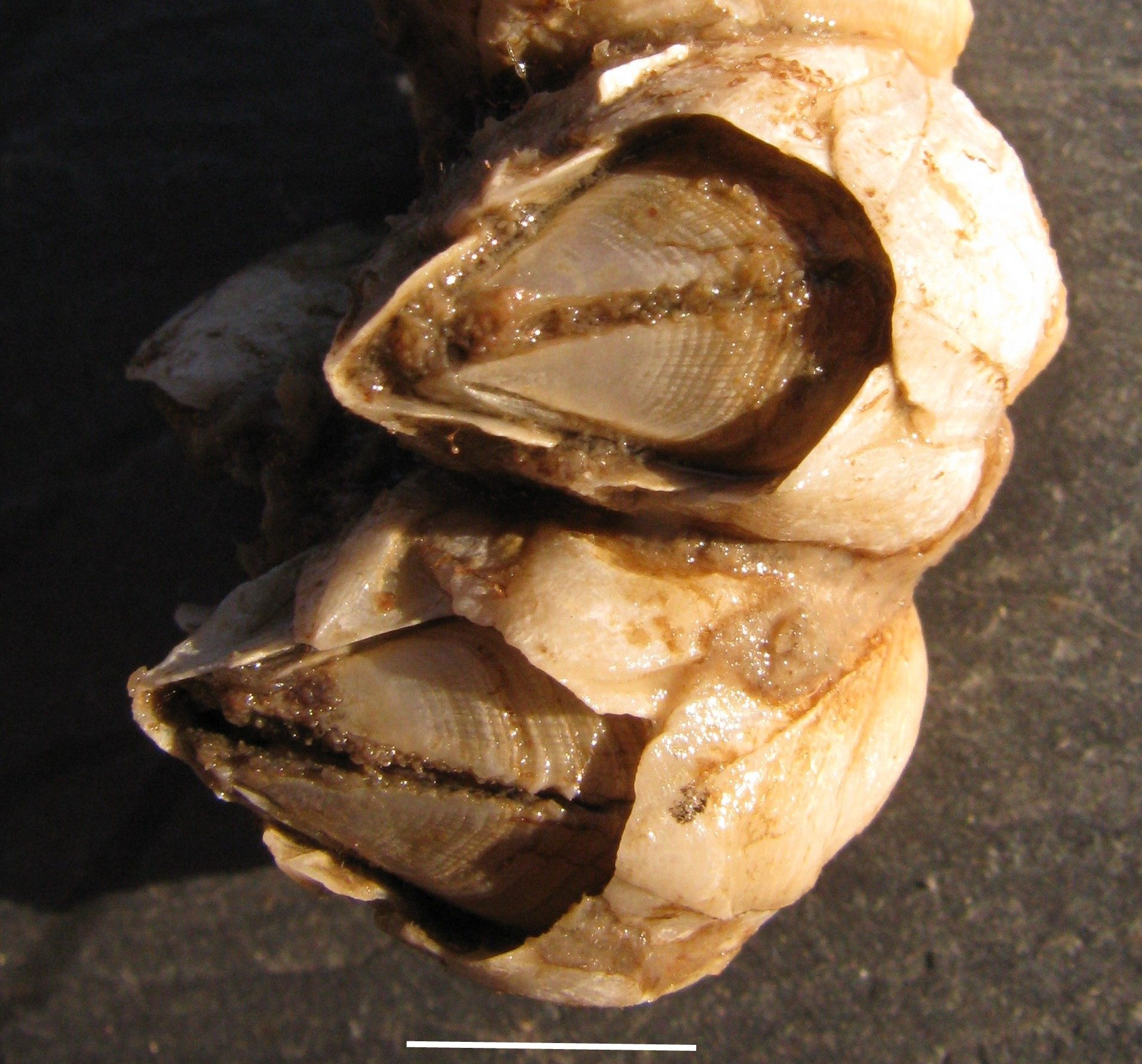
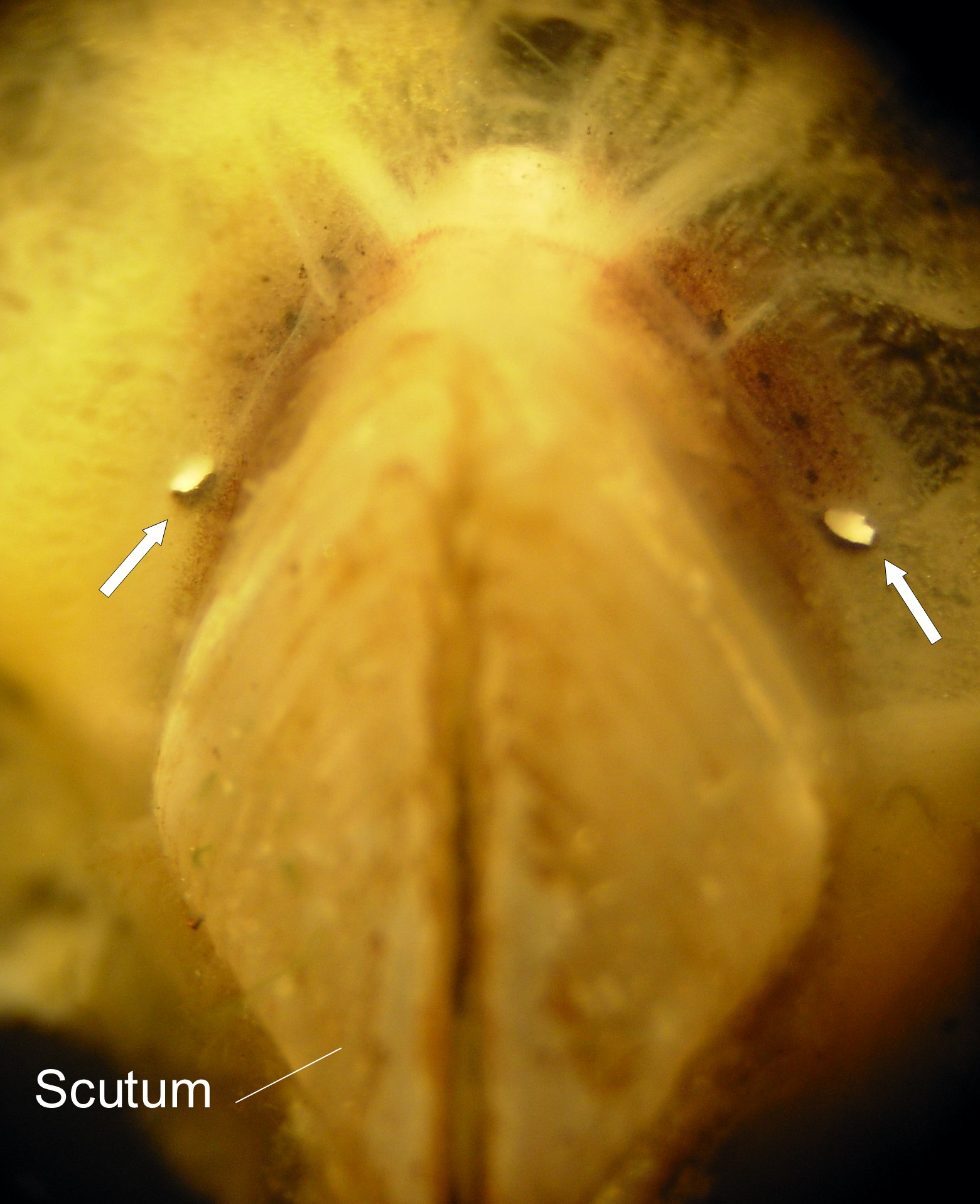